# 平維将
平 維将（たいら の これまさ/これゆき）は、平安時代中期の武将。

## 経歴
北条氏の遠祖とされる人物。
天延元年（973年）右衛門尉から左衛門尉に転じ、相模介となり、正暦5年（994年）盗賊捜索の功により翌年肥前守に任じた。居宅は左京二条万里小路にあった。
平繁盛の実子であるとする系図が存在する。

## 維将の娘
角田文衞の説によれば、維将の娘は紫式部の親友である"筑紫へ行く人のむすめ"である。『紫式部集』によると二人は同時期に姉妹を亡くしており、お互いを「あね」「いもうと」と呼び合った。筑紫の女は父の任官で肥前国に移り住むことになり、別れの際には贈答歌を詠んでいる。筑紫の女が維将の娘とする根拠としては、父の赴任の時期が重なるのに加え、紫式部と維将の娘は従姉妹だからである（維将の妻は式部の伯母）。また、筑紫の女は紫式部と再会することなく肥前で亡くなった。

## 系譜
- 父：平貞盛または平繁盛?
- 母：不詳
- 妻：藤原雅正娘
- 生母不明
  - 男子：平維時